# Sophia Oster
Sophia Oster (* 1993 in Ludwigsburg) ist eine deutsche Jazzmusikerin (Piano, Gesang, Komposition).

## Leben und Wirken
Oster, die in einer musikbegeisterten Familie in Sachsenheim aufwuchs, erhielt im Alter von sieben Jahren ersten Klavierunterricht. Nach einer zehnjährigen klassischen Ausbildung bei Csilla Engmann war sie mehrfache Preisträgerin bei Jugend musiziert, aber auch beim Stuttgarter „Matthaes-Klavierwettbewerb“ und beim Tonkünstlerverband. Durch ihre Schwester, die in einer Bigband sang, lernte sie den Jazz kennen; wichtige Impulse und Anregungen erhielt sie durch Paul Schwarz. Im Rahmen ihres freiwilligen sozialen Jahres beim Deutschen Roten Kreuz eröffnete sich die Gelegenheit, als Barpianistin in Stuttgarter Hotels aufzutreten; sie entschied sich für die Laufbahn als professionelle Musikerin. Zwischen 2016 und 2021 studierte sie an der Hochschule für Musik und Theater Hamburg im Jazzstudiengang bei Buggy Braune und Ken Norris; auch nahm sie Unterricht bei Dena DeRose, Chris Cheek und Bill Lohr. 
Oster arbeitete mit Nils Landgren, Adrian Cox, Bill McHenry und Jorge Rossy. Mit ihrem 2019 gegründeten Quintett, zu dem Gabriel Coburger, Giorgi Kiknadze, Jan-Phillip Meyer und Patrick Huss gehörten, veröffentlichte sie 2021 ihr Debütalbum Jubilation, das der NDR in Jazz – Round Midnight ausführlich vorstellte. Im Quartett mit der Klarinettistin Samantha Wright, Tilman Oberbeck und Jan-Philipp Meyer trat sie 2021 bei JazzBaltica auf. 2024 veröffentlichte sie mit ihrem Quartett, zu dem nun Bill McHenry, Tilman Oberbeck und Jorge Rossy gehörten, die EP All Smiles. 
Weiterhin war Oster an Samantha Wrights Album How About Now beteiligt. 2018 war sie als erste Jazzmusikerin Stipendiatin der Hamburger Franz Wirth-Gedächtnis-Stiftung.